# Jehan-Ariste Alain
Jehan Alain, (Saint-Germain-en-Laye (Yvelines), 3 de febrer de 1911 i mort per França el 20 de juny de 1940 prop de Saumur), va ser un compositor i organista francès. Era fill del compositor Albert Alain i germà dels organistes Marie Claire Alain i Olivier Alain.

## Biografia
Jehan Alain, nascut en una família de músics, era el gran de quatre fills. El pare, Albert Alain, organista, compositor i orgue aficionat, havia construït un orgue domèstic i va ser sobre aquest instrument instal·lat ara a Romainmôtier, a Suïssa, que Jehan va començar a tocar als 11 anys. Dos anys més tard, va poder substituir el seu pare, nou organista titular de l'església de Saint-Germain, a la seva ciutat natal.
Després ingressat al "Conservatoire national supérieur" de París, fou alumne, entre d'altres, de Paul Dukas, Jean Roger-Ducasse, André Bloch, Georges Caussade i l'organista Marcel Dupré. Durant les classes d'improvisació amb aquest darrer, els altres alumnes van preferir tocar abans que Jehan Alain per no patir massa la comparació. Durant una d'aquestes sessions d'improvisació, va acabar una d'elles en una clau aliena a la inicial (que no està lluny de ser "considerada delicte"!). Aleshores va dir: "Em vaig equivocar!" ". Marcel Dupré va respondre: "Bé, t'haurien d'enganyar més sovint!".
Els seus estudis al Conservatori van resultar en primers premis d'harmonia, contrapunt i fuga, orgue i improvisació. La seva Suite per a orgue va ser coronada amb un primer premi de composició al concurs Amics de l'Orgue l'any 1936. El mateix any, va ser nomenat organista titular de l'església de Saint-Nicolas de Maisons-Laffitte. A París, va ser organista de la sinagoga de Natzaret. Després de la seva mort, Marie-Louise Girod el va succeir després que Alain morís en la Segona Guerra Mundial.
Casat l'any 1935, pare de tres fills, va ser mobilitzat a l'inici de la Segona Guerra Mundial. Citat per actes de valentia, incorporà el primer Grup de Cavalleria Franca del capità de Neuchèze i participà en la Batalla dels Cadets de Saumur el juny de 1940. Resisteix en solitari a un esquadró d'assalt alemany i mor en el camp d'honor als 29 anys.
Al llarg de la seva vida, va continuar component per a piano, orgue, música de cambra, veus (solistes i cors) i orquestra. El seu catàleg inclou més de 140 obres. Les seves lletanies estan al repertori d'organistes d'arreu del món.

## Obres
Durant uns deu anys, va compondre principalment peces d'orgue, les més famoses de les quals segueixen sent la Lletania (1937) i les Tres Danses, aquestes últimes destinades inicialment a orquestra i secundàriament transcrites per a orgue poc abans de la seva mort (1940). Segons Marie-Claire Alain, germana del compositor, va compondre diverses peces per a orquestra. Malauradament, es va endur les partitures amb ell quan va anar a la guerra i mai es van trobar després de la seva mort a la batalla.

## Discografia
- La seva germana, l'organista Marie-Claire Alain, que va morir el 26 de febrer de 2013, tocava habitualment les seves obres. Va produir dues peces completes en disc: la primera per a Erato i una altra, incompleta en realitat, per a Intrada.
- Complet (3CD Brillant Classics) de Jean-Baptiste Robin. Orgues: Saint-Étienne-du-Mont i Saint-Louis-en-l'Île a París, Sainte-Radegonde a Poitiers, Museum Center a Cincinnati + Jehan Alain a Notre-Dame-de-Nazareth.

Complet (2CD Naxos) d'Éric Lebrun
- Helga Schauerte-Maubouet: Complet en 2 volums (Motette, 11311/11301) 1990, + Jehan Alain a l'orgue de Notre-Dame-de-Nazareth, París.
- Peces per a piano (selecció) de Jean Dubé, de Syrius.
- Piano complet de Georges Delvallée (2011), de Triton.

## Catàlegs
El catàleg JA (a sota), creat l'any 2001 per Marie-Claire Alain, es basa parcialment en una classificació numèrica que Jehan Alain havia fet dels seus nombrosos manuscrits. La numeració d'aquesta llista és arbitrària, no segueix la cronologia de les obres. Durant la seva curta vida, el compositor havia esbossat un catàleg de les seves obres utilitzant al voltant de deu números d'opus. El 1945 Bernard Gavoty va publicar un primer catàleg cronològic amb números d'opus (93 obres enumerades). En els seus treballs de 1983 i 1985 (vegeu Bibliografia més amunt), Helga Schauerte va publicar un catàleg raonat que consta de 120 obres. Aquest catàleg va ser re-publicat l'any 1999 per l'enciclopèdia alemanya MGG utilitzant l'acrònim AWV (Alain-Werke-Verzeichnis), després el 2001 per "The New Grove Dictionary of Music and Musicians". Completat per un catàleg de manuscrits, aquest catàleg d'obres s'ha actualitzat en les seves obres per als anys 2020 i 2022 (vegeu Bibliografia).
- 1929 – 18 anys - 4 opus

JA 021 - Togo, per a piano [juny 1929]
JA 007 bis - Cançó de bressol sobre dues notes còrnies, per a orgue [agost de 1929]
JA 003 - Estudi sobre un tema de quatre notes, per a piano [novembre 1929]
JA 008 - Cançó trista, per a piano [1929]
- 1930 – 19 anys - 14 obres

JA 009 - Balada en mode frigi, per a orgue o piano [gener 1930]
JA 002 - Tema i cinc variacions, per a piano [febrer de 1930]
JA 014 - Lamento, per a orgue [febrer 1930]
JA 001 - Quaranta variacions, per a piano [abril de 1930]
JA 017 - Núvols grisos, per a dos pianos [juny 1930]
JA 004 - Ecce ancilla Domini, per a piano [agost de 1930]
JA 029 - Postludi per a l'oficina de Completar, per a orgue [agost de 1930]
JA 130 - Adagio, per a piano 12 d'agost, 1930
JA 005 - Senyor, dona'ns la pau eterna (Coral), per a piano [octubre de 1930]
JA 007 - Estudi del so amb doble pedal, per a piano [octubre de 1930]
JA 010 - Estudi sobre notes dobles, per a piano [octubre 1930]
JA 020 - Per netejar la terra, per a piano [desembre 1930]
JA 131 - Variacions sobre un tema determinat de Rimsky-Korsakov, per a quatre veus [desembre 1930]
JA 131A - Variacions sobre una cançó determinada de Rimski-Korsakov, per a orgue [desembre 1930]
JA 131B - Variacions sobre un tema determinat de Rimski-Korsakov, per a quartet de corda [desembre 1930]
JA 129 - Carta a la seva amiga Lola per consolar-la d'haver agafat la grip, per a piano [1930]
- 1931 – 20 anys - 12 obres

JA 012 - Petite rapsodia, per a piano [febrer 1931]
JA 016 - Sandwich melody, per a piano 23 de febrer, 1931
JA 006 - Vers-Coral, per a orgue o piano [març 1931]
JA 011 - Llum que cau d'una claraboia, per a piano [abril de 1931]
JA 015 - Conte sobre una catifa, entre parets blanques, per a piano [maig 1931]
JA 018 - Cànons per a set, per a dos pianos [maig de 1931]
JA 013 - Per sort, la fada bona la seva padrina..., per a piano 10 d'agost de 1931
JA 019 - Nocturn, vespre del 22 d'agost 1931, per a piano 22 d'agost, 1931
JA 022 - Desenroscant els meus mitjons, per a piano [setembre 1931]
JA 023 - 26 de setembre de 1931, per a piano
JA 024 - En el somni deixat per la Balada dels Penjats de François Villon, per a piano 4 d'octubre de 1931
JA 143 - Peces després de François Campion, per a orgue [1931]
- 1932 – 21 anys – 14 opus

JA 025 - Coral i variacions - Mitologies japoneses, per a piano [1932]
JA 027 - Variacions sobre Lucis Creator, per a orgue [gener 1932]
JA 028 - Fuga en la modalitat de Fa, per a orgue o piano [1932]
JA 035 - O quam suavis est, per a baríton [1932]
JA 036 - Roser de Madame Husson, per a piano [març de 1932]
JA 037 - Cançó donada, per a orgue o piano [1932]
JA 061 - Canon, per a piano i harmònium [1932]
JA 079 - Climat, per a orgue [març 1932]
JA 030 - Tres minuts: Un cercle de plata, per a piano o orgue [1932]
JA 031 - Tres minuts: Romanç, per a piano o orgue [1932]
JA 032 - Tres minuts: Grave, per a piano o orgue [agost de 1932]
JA 034 - Càntic en mode frigi, per a quatre veus mixtes [setembre 1932]
JA 077 - Primer ball amb Agni Yavishta, per a orgue 13 d'octubre, 1932
JA 078 - Segon ball d'Agni Yavishta, per a orgue [13 d'octubre, 1932]
JA 033 - Peça petita, per a orgue [Plantilla:Data-]
JA 038 - Denuncia a l'antiga, per òrgan [1932]
JA 132 - Cançó de noces, per a baríton i orgue [1932]
JA 132A - Cançó de noces, per a baríton, baix, violoncel i orgue [1932]
- 1933 – 22 anys - 6 obres

JA 026 - Variacions corals sobre Sacris solemniis, per a cinc veus mixtes i orgue [gener 1933]
JA 064 - Primer preludi secular (Wieder an), per a orgue o piano [febrer de 1933]
JA 064A - Adagio en quintet, per a quintet de corda [1933]
JA 065 - Segon preludi profà (Und jetzt), per a orgue o piano 6 de març, 1933
JA 039 - Cançó Cantant amb la boca tancada, per a quatre veus mixtes [1933]
JA 133 - Fuga sobre un tema de Henri Rabaud, per a quatre veus [1933]
JA 133A - Fuga sobre un tema d'Henri Rabaud, per a orgue [1933]
JA 133B - Fuga sobre un tema d'Henri Rabaud, per a quartet de corda [1933]
JA 072 - First Fantasy, per a orgue [1933]
JA 80A - Preludi, per a quintet de corda [1933]
- 1934 – 23 anys – 5 opus

JA 134 - Coral Cistercenc per a una elevació, per a orgue [abril 1934]
JA 066 - Intermezzo, per a dos pianos i fagot [juny 1934]
JA 066 bis - Intermezzo, per a orgue [març 1935]
JA 074 - Tres moviments: Allegretto con grazia, per a flauta i piano [agost de 1934]
JA 074A - Interludi, per a violoncel i piano [agost de 1934]
JA 074B - Tres moviments, per a flauta i piano o violí i piano [1934]
JA 073 - Tres moviments: Andante, per a flauta i piano [gener 1935]
JA 073A - Tres moviments: Allegro vivace, per a flauta i piano [1935]
JA 074C - Tres moviments, per a flauta i orgue [1975]
JA 071 - El jardí penjant, per a orgue [octubre de 1934]
JA 069 - 070 - 082 - Suite per a orgue: Introducció i variacions, scherzo i cor [1935], obra guardonada amb un premi de composició l'any 1936
JA 069A - Andante con variazioni, per a quintet de corda [1934]
JA 070A - Scherzo, per a quintet de corda [1934]
- 1935 – 24 anys – 13 opus

JA 081 - Andante, per a piano [gener 1935]
JA 081 bis - Largo assai, ma molto rubato, per a violoncel i piano [1935]
JA 047 - Fantasia per a cor Cantant amb la boca tancada, per a tres veus mixtes 9 d'agost de 1935
JA 057 - Fuga, per a orgue [1935]
JA 057A - Fuga, per a piano [1935]
JA 058 - Deixa els núvols blancs, per a soprano o tenor [1935]
JA 060 - Fira, per a veu i piano [1935]
JA 062 - De Jules Lemaître, per a orgue o piano [1935]
JA 063 - Phantasmagorie, per a orgue o piano [1935]
JA 067 - Coral Mode dorian, per a orgue [1935]
JA 068 - Coral Mode frigia, per a orgue [1935]
JA 075 - Preludi, per a orgue [1935]
JA 076 - Nocturn, per a piano [1935]
JA 080 - Suite monòdica: Animato, per a piano [1935]
JA 089 - Suite monòdica: Adagio, molto rubato, per a piano [1935]
JA 89 bis - Andante, per a orgue [1935]
JA 116 - Suite monòdica: Vivace, per a piano [1935]
JA 116A - Vivace, per a arpa
JA 087 - Preludi, per a piano [1935]
JA 087A - Preludi i fuga, per a piano [1935]
- 1936 – 25 anys – 4 opus

JA 086 - Cançó de bressol, per a piano 17 d'abril de 1936
JA 088 - Cançó de "the cat-that-goes-alone", per a soprano [1936]
JA 091 - Tarass Boulba, per a piano [octubre de 1936]
JA 117 - Second Fantasy, per a orgue [1936]
- 1937 – 26 anys – 13 opus

JA 119 - Lletanies, per a orgue [agost 1937]
JA 119A - Lletanies, per a dos pianos, transcripció d'Olivier Alain
JA 084 - When Marion..., per a piano [1937]
JA 085 - Ja no anirem al bosc..., per a piano [1937]
JA 090 - Queixa de Jean Renaud, per a quatre veus mixtes [1937]
JA 092 - Final per a una sonatina fàcil, per a piano [1937]
JA 093 - Suite fàcil: Barcarolle, per a piano [1937]
JA 094 - Invenció per a tres veus, per a flauta, oboè i clarinet [1937]
JA 094A - Invenció per a tres veus, per a flauta i orgue [1937]
JA 095 - Vocalise Mode dorienne, per a soprano i orgue [març de 1937]
JA 095A - Dorian vocalise - Ave Maria, per a soprano i orgue [1937]
JA 098 - O salutaris, a capella, per a dues veus iguals [1937]
JA 099 - Idea per a improvisar sobre el Christe eleison, per a piano [1937]
JA 100 - Idea per a improvisar sobre el segon Amén, per a piano [1937]
JA 118 - Variacions sobre un tema de Clément Janequin, per a orgue [1937]
JA 120 - Tres danses: Goigs, Dol, Lluites, per a orquestra [1937]
JA 120D - Sarabande, per a orgue, quintet de corda i timbals [1938]
JA 120 bis - Dansa fúnebre en honor a una memòria heroica, per a orgue [1938]
JA 120A - Tres danses: Goigs, Dol, Lluites, per a orgue [1940]
JA 120C - Tres danses: Goigs, Dol, Lluites, per a dos pianos [1944]
JA 120B - Tres danses: Goigs, Dol, Lluites, per a orquestra [1945]
- 1938 – 27 anys – 21 opus

JA 122 - Tantum ergo, per a dues veus desiguals (sic) i orgue 18 de gener de 1938
JA 136 - Missa modal en septet, per a soprano, viola, flauta i quartet de corda o orgue 6 d'agost de 1938
JA 135 - Monodie, per a orgue o piano 8 de setembre de 1938
JA 135A - Monodie, per a flauta [1938]
JA 138 - Ària, per a orgue [novembre 1938]
JA 138A - Ària, per a flauta i orgue [1938]
JA 083 - O salutaris, dit per Dugay, per a quatre veus mixtes [1938]
JA 096 - Faux-bourdon per al Laudate del VI to, per a tres veus iguals [1938]
JA 097 - El petit Jesús va a l'escola, per a piano [1938]
JA 101 - Noel nouveau, per a tres veus mixtes [1938]
JA 101A - Nou Nadal, per a orgue
JA 112 - Com estimo aquest nen diví, per a tres veus mixtes [1938]
JA 112A - Com estimo aquest Nen diví, per a dues veus i orgue iguals [1938]
JA 113 - D'on ve aquesta nit..., per a dues veus iguals i orgue [1938]
JA 113A - D'on ve aquesta nit..., per a quatre veus mixtes [1990]
JA 114 - Vindrà Pare Noel?, a una veu [1938]
JA 115 - Transcripció del Récit de Nazard de Clérambault, per a flauta i orgue [1938]
JA 121 - Marche de Saint Nicolas, per a dues cornetes, tambor i orgue [1938]
JA 121A - Marxa dels Horacis i dels Curiacis, per a dues cornetes, tambor i orgue [1938]
JA 124 - Missa de noces gregoriana, per a una veu i quartet de corda [1938]
JA 125 - Missa de Rèquiem, per a quatre veus mixtes [1938]
JA 126 - Fragment de la cantata de J. S. Bach Ressoneu, cançons, ressoneu, cordes!, per a dues trompetes i orgue [1938]
JA 127 - Allegro del Concert en sol major (sic) de Händel, per a dues trompetes i orgue [1938]
JA 128 - Concert en si bemoll major de Händel, per a dues trompetes i orgue [1938]
JA 137 - Pregària per nosaltres carnals, per a tenor, baix i orgue [1938]
JA 137A - Pregària per nosaltres carnals, per a orquestra [1946]
JA 139 - L'any litúrgic israelita, per a orgue [1938]
JA 140 - Tantum ergo, per a soprano, baríton i orgue [1938]
- 1939 – 28 anys - 3 opus

JA 123 - Tu es Petrus, per a tres veus mixtes [1939]
JA 141 - Salve, virilis pectoris, per a soprano, tenor i orgue [1939]
JA 142 - O salutaris, per a soprano i orgue [1939]
- Sense data - 17 obres

JA 040 - Una serra, per a piano
JA 041 - Plourà tot el dia, per a piano
JA 042 - En la modalitat D, E, F..., per a piano
JA 043 - Adagio, per a violoncel i piano
JA 044 - Amén, per a piano
JA 045 - Un motiu molt antic, per a piano
JA 046 - Postdata, per a dos pianos
JA 048 - Teoria, per a piano
JA 049 - El lligat alegre, per a piano
JA 050 - Sonata, per a piano
JA 051 - Mephisto, per a piano
JA 052 - La pesta, per a piano
JA 053 - Exposició
JA 054 - Tema
JA 055 - Com els projectes més bèl·lics..., per a piano
JA 056 - El bon rei Dagobert, per a piano
JA 059 - Història d'un home que tocava la trompeta al bosc verge, per a piano